# Allyse Ishino
Allyse Ishino (Santa Ana, 18 de fevereiro de 1988) é uma ginasta estadunidense, que compete em provas de ginástica artística.
Filha de Glenn e Arlene, começou na ginástica aos três anos. Ishino fez parte da equipe estadunidense que disputou os Jogos Pan-americanos de Santo Domingo, na República Dominicana. Neles, foi membro da seleção campeã por equipes, ao superar as canadenses e as brasileiras. Após afastar-se da seleção principal, passou a competir pal Universidade Stanford Cardinal.